# Bahiga Hafez
Bahiga Hafez (in arabo بهيجة حافظ‎?; Alessandria d'Egitto, 4 agosto 1908 – Il Cairo, 13 dicembre 1983) è stata un'attrice, regista e produttrice cinematografica egiziana.

## Biografia
Bahiga Hafez Hanim nacque ad Alessandria d'Egitto da una famiglia aristocratica, suo padre Ismail Pascià Hafez era cugino del sultano d'Egitto Ḥusayn Kāmil. Bahiga ebbe un'ottima educazione e studiò musica a Parigi. Venne diseredata per essere diventata un'attrice, sua madre celebrò anche il suo funerale il giorno della prima del film Zeinab. 
Il suo primo ruolo da protagonista lo ebbe nel film Zeinab nel 1930, importanti anche i suoi ruoli in Leila el-Badawie (1944), El-Dahya (1932) e Leila Bint al-Sahara (1937),  quest'ultimo è considerato il primo film storico del cinema arabo. Il film fu anche proiettato durante la 6ª Mostra internazionale d'arte cinematografica di Venezia.
Insieme a Aziza Amir, Assia Dagher, Mary Queeny, Fatma Rouchdi (1908-1996) ed Amina Mohamed (1908-1985), Behidja Hafez viene considerata una delle sei pioniere del cinema arabo.

## Filmografia

### Attrice
- Al-Kahira thalatin, regia di Salah Abu Seif (1966)

### Attrice e musiche
- Zeinab, regia di Mohammed Karim (1930)
- El-ittihâm, regia di Mario Volpe (1934)

### Musiche
- Salwa, regia di Abdelalim Khattab (1946)

### Attrice, sceneggiatrice e musiche
- Layla bint el sahara, regia di Mario Volpe (1937)
- Zahrat el-sûq, regia di Kamal Abul Ela e Husain Fawzi (1947)

### Regista, sceneggiatrice, attrice e musiche
- Leila el badawie, co-regia di Mario Volpe (1944)

### Regista, attrice e musiche
- El dahya, regia di Bahija Hafez e Ibrahim Lama (1932)